# نيلس فينتر
نيلس فينتر (بالألمانية: Nils Winter)‏ هو منافس ألعاب قوى ألماني، ولد في 27 مارس 1977 في بوكستهوده في ألمانيا.

## وصلات خارجية
- نيلس فينتر على موقع الاتحاد الدولي لألعاب القوى (الإنجليزية)
- نيلس فينتر على موقع أوليمبيديا (الإنجليزية)